# EchoLink
EchoLink是一个免费的基于计算机的业余无线电软件，业余无线电爱好者可以借此与其他业余无线电台使用网络协议通话技术（VoIP）技术在互联网上进行通联，或遥控连接至互联网的中继台进行通联。本软件由乔纳森·泰勒（英語：Jonathan Taylor，呼号为K1RFD）设计。
此软件能够使业余无线电爱好者进行全球范围的通联，极大地提升了业余无线电台的通信能力。从本质上来说，EchoLink与其他VoIP软件（例如Skype）相同，但EchoLink拥有连接业余无线电台收发信机的能力。因此，手持式业余无线电收发信机可以连接至本地的EchoLink节点（节点是一台连接至EchoLink系统的电台），然后使用节点的互联网连接，通过VoIP技术与世界各地的其他节点通联。连接EchoLink节点无需其他硬件或软件。
在使用EchoLink系统之前，用户的呼号需要进行审核。在添加用户的呼号进入系统之前，EchoLink系统要求用户提供真实有效的业余无线电执照以供审核。审核无需缴纳费用。审核机制确保了EchoLink系统仅供持有执照的业余无线电爱好者使用。
原版EchoLink可以运行于32位或64位的Windows系统上。其他版本的EchoLink可以运行在苹果移动设备（iPhone、iPod Touch以及iPad）上，并且已经上架苹果公司App Store。Android版本可以从Google Play和其他Android应用市场下载。

## 用法
业余无线电爱好者可以以下列两个模式运行EchoLink：
用户模式（英語：Single User Mode）
供连接至互联网的计算机使用。爱好者可以用计算机的麦克风和音响连接至另一台启用EchoLink的电脑，并与另一端的爱好者直接借由互联网通联。
站长模式（英語：Sysop Mode）
此模式要求VHF或UHF收发信机连接至有互联网连接的电脑。在通联范围内的其他爱好者可以使用收发信机连接至此EchoLink电台，然后借此电台连接EchoLink网络，与世界各地的其他EchoLink节点通联。
非EchoLink用户的爱好者也可以使用EchoLink中继台连接至EchoLink系统。中继台也可以使用站长模式连接至EchoLink网络，从而增强通信能力。

## 智能手机版本
EchoLink也有智能手机版本。2010年2月，EchoLink的iOS版上架苹果App Store，2010年8月，Android版EchoLink发布，并上架Google Play。这两个版本都由Windows版原作者乔纳森·泰勒（呼号为K1RFD）开发。

## 其他操作系统上与EchoLink兼容的软件
macOS和Linux系统上都存在与EchoLink高度兼容的开源软件，例如macOS上的EchoMac和EchoHam，以及Linux系统上的echoLinux与SvxLink/Qtel。
Linux版的SvxLink可以作为仅使用站长模式的服务器使用。
EchoIRLP是IRLP的一个插件，能够使IRLP节点同时以EchoLink站长模式运行。
Microsoft Windows版本的EchoLink也可以借由Wine在多种Linux发行版上运行。

## 註腳
1. ↑  . 2008-01-31  [2017-07-14]. （原始内容存档于2009-02-28）.